# 大張テレビ中継局
大張テレビ中継局（おおはりテレビちゅうけいきょく）は、宮城県伊具郡丸森町に置かれているテレビ中継局。

## 概要
- 当テレビ中継局は、町西部の大張川張地区に置かれ、町西部の広範囲などへ電波を発射している。

## 送信施設概要

### デジタルテレビ
| リモコンキーID | 放送局名          | 物理チャンネル | 空中線電力 | ERP   | 放送対象地域 | 放送区域内世帯数 | 開局日        |
| 1              | TBC東北放送       | 22ch           | 300mW      | 560mW | 宮城県       | 204世帯          | 2010年8月25日 |
| 2              | NHK仙台教育テレビ | 16ch           | 300mW      | 560mW | 全国         | 204世帯          | 2010年8月25日 |
| 3              | NHK仙台総合テレビ | 18ch           | 300mW      | 560mW | 宮城県       | 204世帯          | 2010年8月25日 |
| 4              | MMT宮城テレビ放送 | 30ch           | 300mW      | 560mW | 宮城県       | 204世帯          | 2010年8月25日 |
| 5              | KHB東日本放送     | 20ch           | 300mW      | 560mW | 宮城県       | 204世帯          | 2010年8月25日 |
| 8              | OX仙台放送        | 23ch           | 300mW      | 560mW | 宮城県       | 204世帯          | 2010年8月25日 |

- KHBは、デジタル新局として開局。
- 2010年4月20日に予備免許交付、6月下旬試験放送開始、8月23日に本免許交付、8月25日から本放送開始。
- なお、当デジタル中継局は、国の「電波遮へい対策事業（デジタルテレビ中継局整備事業）」の補助金の交付により開局した[1]。

### アナログテレビ
| 放送局名          | チャンネル | 空中線電力       | ERP                | 放送対象地域 | 放送区域内世帯数 |
| MMT宮城テレビ放送 | 38ch       | 映像3W 音声750mW | 映像5.7W /音声1.4W | 宮城県       | 223世帯          |
| OX仙台放送        | 40ch       | 映像3W 音声750mW | 映像5.7W /音声1.4W | 宮城県       | 223世帯          |
| TBC東北放送       | 42ch       | 映像3W 音声750mW | 映像5.7W /音声1.4W | 宮城県       | 223世帯          |
| NHK仙台総合テレビ | 44ch       | 映像3W 音声750mW | 映像5.7W /音声1.4W | 宮城県       | 223世帯          |
| NHK仙台教育テレビ | 46ch       | 映像3W 音声750mW | 映像5.7W /音声1.4W | 全国         | 223世帯          |

- 当初、全国一斉の2011年7月24日で廃局となる予定だったが、同年3月11日に発生した東北地方太平洋沖地震（東日本大震災）の影響により、アナログ波停波が、2012年3月31日まで延期された。
- KHBにはチャンネルが割り当てられていなかった。